# Heike Wieländer
Heike Wieländer, verheiratete Schwaller (* 24. Juli 1968 in Villingen oder Schwenningen) ist eine ehemalige deutsche und heutige Schweizer Curlerin.
Ihr internationales Debüt hatte Wieländer im Jahr 1985 bei der Curling-Junioreneuropameisterschaft. Bei der EM 1989 wurde sie zum ersten Mal Europameisterin. Bei der EM 1995 und der EM 1998 konnte sie den Titel der Europameisterin erneut gewinnen.
Wieländer vertrat Deutschland bei den Olympischen Winterspielen 1998 in Nagano, hier kam die Mannschaft auf den achten Platz, und bei den Olympischen Winterspielen 2002 in Salt Lake City, wo die Mannschaft das Turnier auf dem fünften Platz abschloss.
Seit ihrer Heirat mit dem Schweizer Curler Andreas Schwaller trägt Wieländer den Nachnamen ihres Ehemanns. Sie lebt seit einigen Jahren in der Schweiz und hat mit ihrem Mann zwei Töchter. An der Curling-Weltmeisterschaft der Damen 2010 spielte sie erstmals für die Schweizer Nationalmannschaft.

## Erfolge
- Europameisterin 1989, 1995 und 1998
- 2. Platz Europameisterschaft 1994
- 3. Platz Europameisterschaft 1996, 1997